# Montgras
Montgras (okzitanisch gleichlautend) ist eine französische Gemeinde mit 115 Einwohnern (Stand: 1. Januar 2022) im Département Haute-Garonne in der Region Okzitanien (zuvor Midi-Pyrénées). Montgras gehört zum Arrondissement Muret und zum Kanton Cazères. Die Einwohner werden Montgrassiens genannt. 

## Geografie
Montgras liegt etwa 40 Kilometer südwestlich von Toulouse. Montgras wird umgeben von den Nachbargemeinden Sabonnères im Norden, Beaufort im Osten und Nordosten, Rieumes im Osten und Südosten, Lahage im Süden sowie Pébées im Westen.

## Bevölkerungsentwicklung
| Jahr                      | 1962 | 1968 | 1975 | 1982 | 1990 | 1999 | 2006 | 2013 |
| Einwohner                 | 71   | 65   | 64   | 62   | 52   | 46   | 82   | 97   |
| Quelle: Cassini und INSEE |      |      |      |      |      |      |      |      |

## Sehenswürdigkeiten
- Kirche Saint-Barthélemy